# Pinacia
Pinacia là một chi bướm đêm thuộc họ Erebidae.